# Palazzo Foscari alla Giudecca

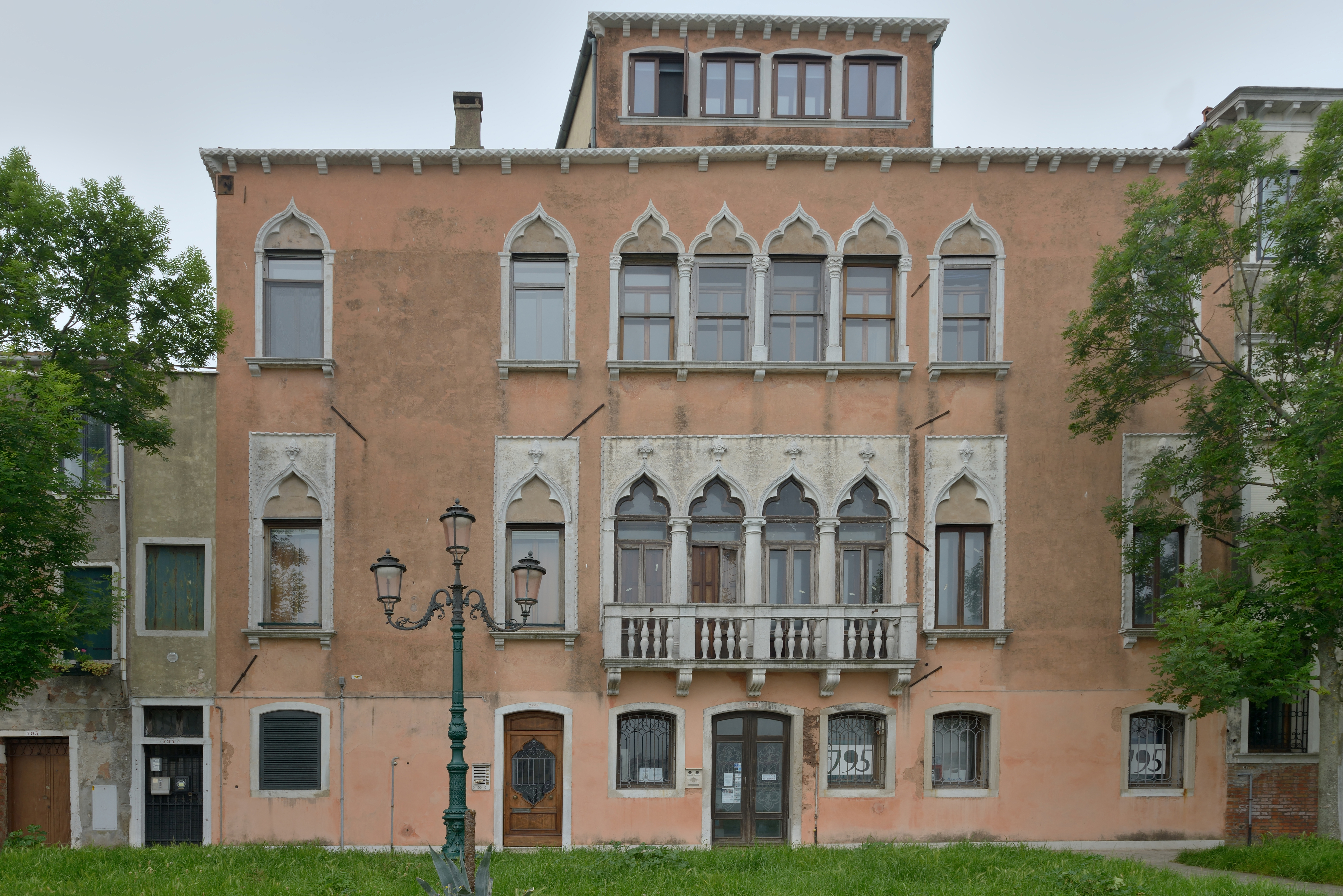
Palazzo Foscari alla Giudecca

Palazzo Foscari alla Giudecca, auch Palazzetto Foscari ist ein Palast in Venedig in der italienischen Region Venetien. Er liegt auf der Insel Giudecca im Sestiere Dorsoduro mit Blick auf den Canale della Giudecca in der Nähe der Molino Stucky.

## Geschichte
Der Palast wurde im 14. Jahrhundert errichtet. Im 16. Jahrhundert wohnte dort die Familie des 65. Dogen von Venedig, Francesco Foscari. Im 19. Jahrhundert war er eines der Wohnhäuser von Giovanni Stucky, einem schweizstämmigen Ingenieur, dem der Umbau der Mühlenbetriebe von Venedig in eine moderne Fabrik zu verdanken ist.
Bis 2006 war der Palast Sitz des musikalischen Archivs Luigi Nono. Seit 2006 beherbergt er eine Galerie für moderne und zeitgenössische Kunst, die so heißt wie die Adresse des Gebäudes: Giudecca 795.

## Beschreibung
Der Palast hat drei Stockwerke. Die verputzte, rosafarben gestrichene Fassade zum Canale della Giudecca hat im Erdgeschoss ein Korbbogenportal in der Mitte, flankiert von sechs einzelnen Korbbogenfenstern, von denen das zweite von links in eine Türe umgebaut wurde.
Im ersten Hauptgeschoss liegt in der Mitte ein Vierfach-Dreipassfenster, umgeben von einem rechteckigen Rahmen und mit einem gemeinsamen, vorspringenden Steinbalkon. Flankiert ist dieses Fenster von zwei Paaren gleichartiger Einzelfenster ohne Balkon. Das zweite Hauptgeschoss zeigt die gleiche Fensteraufteilung, jedoch ohne den rechteckigen Rahmen und die Balkone, wobei die Fenster etwas niedriger sind.
Über der gezahnten Dachtraufe ist eine große Dachgaube in der Mitte angebracht, die ein Vierfach-Korbbogenfenster besitzt.